# كريستال (مسلسل)
كريستال هو مسلسل تلفزيوني درامي عربي من تأليف لبنى مشلح ومي حايك وإخراج هاكان أرسلان. عُرِض لأول مرة في 2 يوليو 2023 على منصة شاهد. يعد النسخة العربية من المسلسل التركي الشهير حرب الورود (بالتركية: Güllerin Savaşı). عرض المسلسل في موسم واحد، بمجموع 90 حلقة، وتدور أحداثه في أجواء من الرومانسية والتشويق والجريمة،

## قصة المسلسل
يحكي العمل قصة مصممة الأزياء "عليا"، التي تجسّد دورها الممثلة باميلا الكيك، حيث تعود إلى وطنها بعد وفاة والدها، وتكتشف أن وصيتها تقتضي العيش مع شقيقها "باسل"، الذي يجسد دوره الممثل خالد شباط، الذي يعاني من صعوبات صحية وذلك لتحصل على نصيبها من الميراث. تتقابل "عليا" منذ البداية مع "فاي"، التي تؤدي دورها الممثلة ستيفاني عطالله، وهي فتاة تعيش في ملحق قصر عائلة "عليا"، حيث يعمل والدها بستانياً في القصر، وتأثرت بنجاح "عليا" كمصممة أزياء منذ طفولتها، فالتحقت بكلية تصميم الأزياء وتخرجت بها. لكن تنشأ منافسة حامية بين "عليا" و"فاي"، حيث تبدأ سلسلة من المشاكل والانتقام عندما تقع فاي في حب الدكتور "جواد"، الذي يقوم بدوره الممثل السوري محمود نصر، الذي يبادلها المشاعر، لتبدأ بعدها منافسة محمومة بين المرأتين للفوز بقلب "جواد"، تتجسد في أحداث مليئة بالتشويق والرومانسية.

## الشخصيات[13]
- محمود نصر، والذي شارك بتمثيل دور "جواد فياض".
- باميلا الكيك، والتي شاركت بتمثيل دور "عليا كرم".
- ستيفاني عطالله، والتي شاركت بتمثيل دور "فاي كرم".
- لين غرّة، والتي شاركت بتمثيل دور "ورد".
- آنجو ريحان، والتي شاركت بتمثيل دور "ندى".
- خالد شباط، والذي شارك بتمثيل دور "باسل كرم".
- رولا حمادة، والتي شاركت بتمثيل دور "رحاب".
- بلال مارتيني، والذي شارك بتمثيل دور "تامر فياض".
- عبد الرحمن قويدر، والذي شارك بتمثيل دور "طلال".
- جوان زيبق، والتي شاركت بتمثيل دور "رفيف".
- ناظم عيسى، والذي شارك بتمثيل دور "سمير".
- إياد أبو الشامات، والذي شارك بتمثيل دور "مالك فياض".
- هيما إسماعيل، والتي شاركت بتمثيل دور "بيان فياض".
- صباح بركات، والتي شاركت بتمثيل دور "لميا فياض".
- فادي حواشي، و الذي شارك بتمثيل دور "أوس".